# 32 Помона
32 Помона — астероїд головного поясу, який належить до світлого спектрального класу S. Він був відкритий 26 жовтня 1854 року німецьким астрономом-аматором Германом Гольдшмідтом у Парижі, Франція, і названий на честь давньоримської богині деревних плодів Помони, дружини Вертумна.
16 серпня 2008 року австралійський астроном-любитель Джонатан Бредшоу спостерігав доволі незвичайне перекриття зір цим астероїдом. Очікувана тривалість затемнення становила 7,1 секунди, але відеозапис показав два приблизно однакових затемнення, кожне тривалістю 1,2 секунди, розділених проміжком 0,8 секунди. При перерахунку на пройдену астероїдом за цей час відстань вийдуть відрізки відповідно 15 км, 10 км і 15 км. Таким чином, сумарна довжина становитиме всього 40 км, тоді як діаметр астероїда, згідно з вимірюваннями супутника IRAS, дорівнює 80,8 ± 1,6 км. Найімовірнішим поясненням такого результату є або наявність значної за розміром увігнутості в тілі астероїда, або наявність невеликого супутника, який за розмірами дорівнює супутнику Помона.

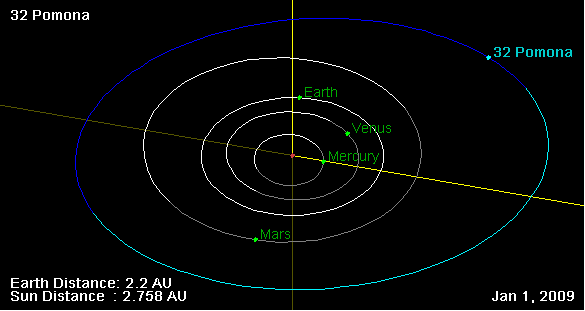
Орбіта астероїда Помона та його положення в Сонячній системі